# アルゼンチンの鉄道
アルゼンチンの鉄道（アルゼンチンのてつどう）では、アルゼンチンの鉄道について記述する。
アルゼンチンには、かつては総延長4万km近くに及ぶ世界でも有数の鉄道網があったが、道路整備が進んだ20世紀末以降、バス・トラック輸送にその主役の座を譲った。現在は旅客列車の運行はごく一部の路線のみとなっているが、貨物列車の運行は本数こそあまり多くないものの多数の路線で行われている。

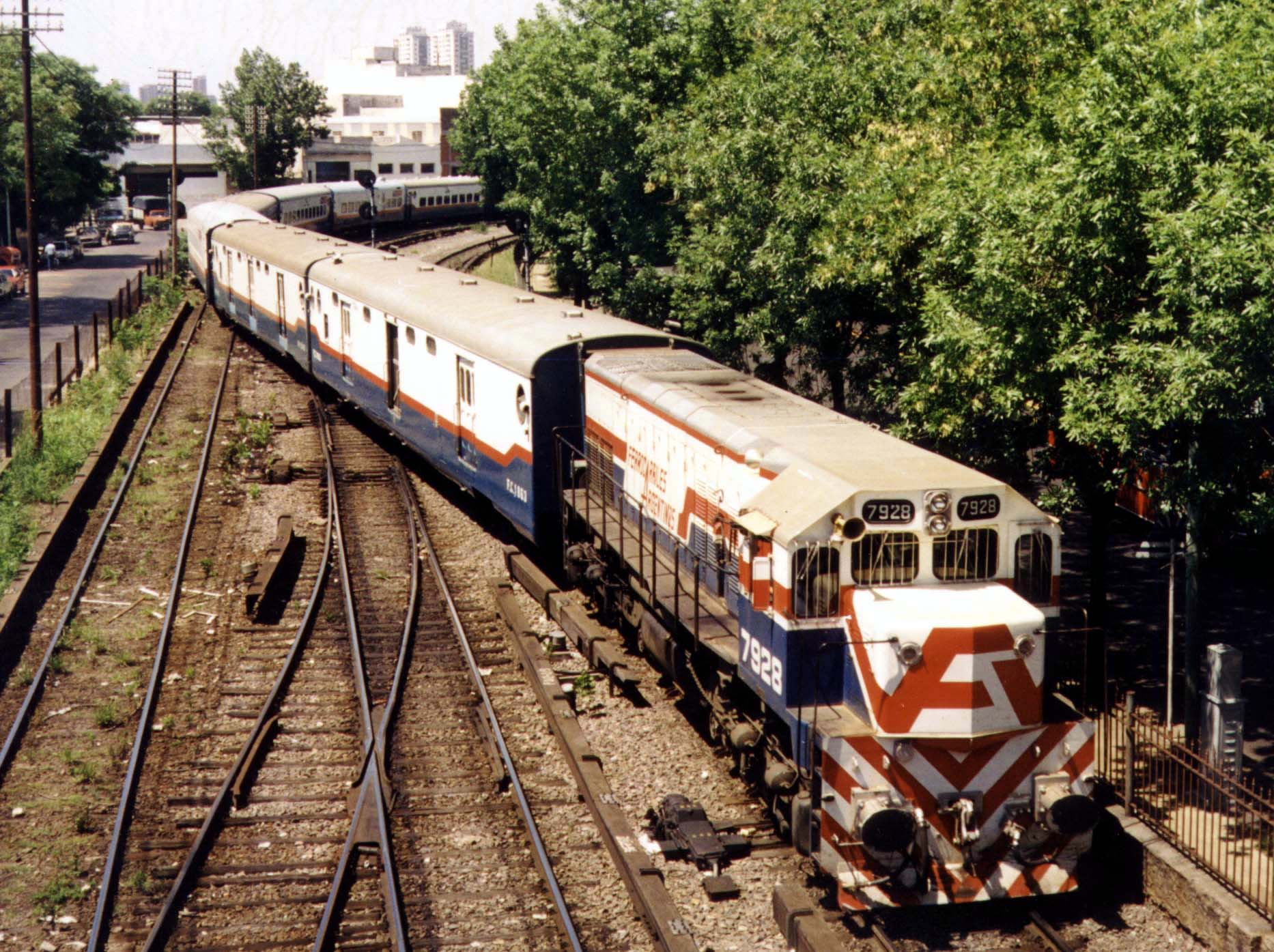
アルゼンチンを代表する旅客列車の一つである"El Gran Capitan"（立派なキャプテン）
首都ブエノスアイレスと北東部のパラグアイとの国境に面したポサーダスを結んだ
写真の塗装は"FA（Ferrocarriles Argentinos - アルゼンチン国鉄）スキーム"と呼ばれるもので、1980年代より採用された

## 歴史

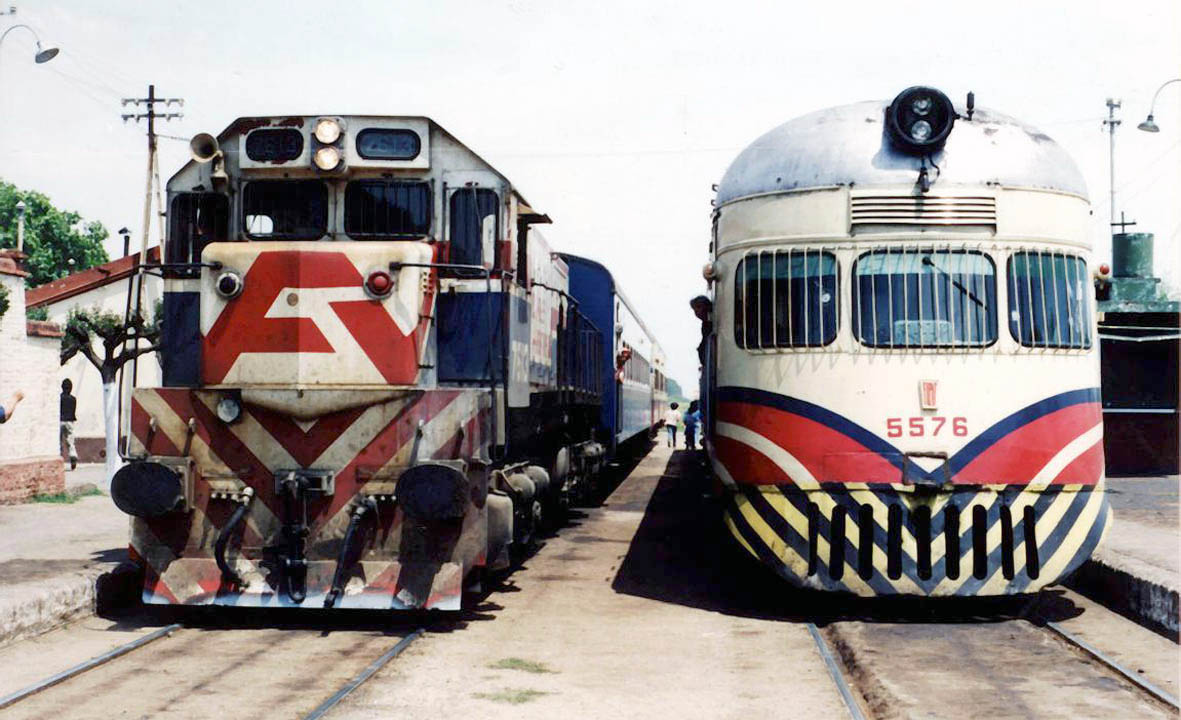
"FAスキーム"を纏う初代アルゼンチン国鉄のディーゼル機関車とFIAT 7131気動車

アルゼンチンの鉄道の歴史は、1857年にイギリスの会社によって建設された 9.8 kmの鉄道、フェロカリル・オエステ (Ferrocarril Oeste、東鉄道) に始まる。この路線は、現在のブエノスアイレス市内コロン劇場裏とフローレスタ地域を結ぶものであったが、この路線の大半の区間は現存していない（現在の路線系統としてはサルミエント鉄道・サルミエント線の一部に該当する）。
その後、1864年のプラサ・コンスティトゥシオン駅を起点とする南鉄道（後のロカ将軍鉄道の一部）を皮切りに、続々と鉄道建設が行われ、19世紀末には総延長16,500 kmに達した。
これら19世紀の鉄道開発は、開拓とその後に行なわれた牧畜などの開発に伴う、主に州政府とヨーロッパ資本の民間会社によるものであった。主力な輸出品目の一つであった牛肉を運ぶ冷凍船の登場も重なり、これらの鉄道は国の発展に多いに関わった。これらの鉄道の中には運営の全てをイギリスをはじめとするヨーロッパの企業が行うものが多く、そこで労働者として働いた社員はフットボール（サッカー）を娯楽とし、それはまたたく間に全国へ広まり、国を代表する人気のあるスポーツとなった。しかし、1946年から1948年にかけて、それら全ての外資の鉄道と国内資本もしくは州営の鉄道が国有化され、初代アルゼンチン国鉄（E.F.E.A./Ferrocarriles Argentinos）が誕生した。
しかし、道路交通の発達に伴う鉄道の衰退とともに初代アルゼンチン国鉄の経営は悪化し、1991年に発生した鉄道労働組合による大規模なストライキの影響で同年から1997年にかけてアルゼンチンの鉄道は再び民・州営化されることとなった。この民営化により多くの長距離路線・地方路線は休廃止もしくは各州に移管となった。貨物のみで営業を続けた路線もたくさん存在した。需要の高い大ブエノスアイレス圏では近郊鉄道がいくつかの会社に分かれて存続したものの、一部の会社では接客サービスの低下や事故が多発するなど問題が続発した。
そこで、2010年前後から段階的に再国営化され、2017年までにブエノスアイレス地下鉄と幾つかの経営が順調な企業・州を除いて再び国営化され、新アルゼンチン国鉄となった。
貨物も1990年代の民営化の際に誕生した民間企業数社を再国有化したが、後述するベルグラーノ将軍鉄道では、劣化していた軌道の再整備が追いつかず貨物列車が脱線する事故が相次いでいる。経営が順調である貨物専用企業は民営のまま存続した。
同国の鉄道路線網は1948年の第一次鉄道国有化の際に、路面電車と地下鉄、一部の工業鉄道を除き、歴代の将軍及び大統領の名前を冠した6鉄道（サンマルティン将軍鉄道・ロカ将軍鉄道・ベルグラーノ将軍鉄道・サルミエント鉄道・ウルキサ将軍鉄道・ミトレ将軍鉄道）に再編された。これらの鉄道名は必ずしも列車の運行形態と一致するわけではないが、慣用的な愛称として再民営化を経て再国有化後も一般に使われている。以下に示す。

## サン・マルティン将軍鉄道 (Ferrocarril General San Martín)
ブエノスアイレスのレティーロ駅から、メンドーサ方面への路線網。首都圏内では近郊列車のサン・マルティン線が、メンドーサ市街地でMetrotranvia Mendozaという電車使用のLRTが運行されているが主力は貨物。線路幅は1,676 mmであるが、メンドーサ市街地区間のLRT区間のみアメリカ合衆国・サンディエゴトロリーの中古電車を使用するために1,435 mmに改軌。
本線であるレティーロ駅（サン・マルティン） - フニン駅 - サン・ルイス駅 - メンドーサ駅（サン・マルティン将軍鉄道/トランビア・メンドーサ）を始めとする27の路線で構成されている。

## ロカ将軍鉄道 (Ferrocarril General Roca)
ブエノスアイレスのプラサ・コンスティトゥシオン駅からブエノスアイレス州南部およびバリローチェ方面に展開する大きな路線網。首都圏内のロカ線区間では一部を除き架空電車線方式で交流電化されている。線路幅は大半が1,676 mmでオールド・パタゴニア急行の路線に代表される一部支線が750 mm。広軌路線と狭軌路線で共通使用の駅構内には三線軌条が存在する。
全44路線で構成されている。

## ベルグラーノ将軍鉄道 (Ferrocarril General Manuel Belgrano)
ブエノスアイレスのレティーロ駅から近郊列車のベルグラーノ北線が、またブエノスアイレスのブエノスアイレス駅からは近郊列車のベルグラーノ南線が発着している。同鉄道全体の路線網はブエノスアイレスの港から同州内陸・大西洋岸部及びサンタフェ州/コルドバ州/トゥクマン州/サルタ州/フフイ州など北部方面へ延びている。貨物輸送が盛んに行われている。チリ及びボリビアの鉄道路線との接続もあり、有名なアンデス横断鉄道もこのベルグラーノ将軍鉄道の一部である。線路幅は1,000 mm（メーターゲージ）で、路線や駅によっては他の鉄道と三線軌条により線路を共用。
89の路線で構成されているが、そのうちの約50の路線は休止もしくは廃止されている。

## ミトレ将軍鉄道 (Ferrocarril General Bartolomé Mitre)
ブエノスアイレスのレティーロ駅から、サンタフェ州/コルドバ州/サンティアゴ・デル・エステロ州/トゥクマン州方面へ展開する路線網。首都圏内のミトレ線区間は大半が第三軌条方式により直流電化されている。線路幅は大半が1,676 mmであるが、トレン・デ・ラ・コスタの運行区間は1,435mmに、開発推進列車の区間は1,000 mm に改軌。一部路線では三線軌条によりベルグラーノ将軍鉄道と線路を共有する。
16の路線で構成されている。

## サルミエント鉄道 (Ferrocarril Domingo Faustino Sarmiento)
ブエノスアイレスの港から、西の内陸部へ展開する路線網。ミトレ線と同じく首都圏内のサルミエント線区間は大半が第三軌条方式により直流電化。線路幅は1,676 mm。
19の路線で構成されている。

## ウルキサ将軍鉄道（Ferrocarril General Urquiza)
ブエノスアイレスのフェデリコ・ラクロセ駅から、北部エントレ・リオス州/ミシオネス州方面へ展開する路線網。首都圏内のウルキサ線区間は第三軌条方式（最初は架空電車線方式）により直流電化され、ブエノスアイレス地下鉄のB線と線路が接続。ウルグアイ及びパラグアイの鉄道路線とも接続し、かつてはブエノスアイレスとモンテビデオやアスンシオンの間をアルゼンチンの車両による直通国際旅客列車が運転されていたが、2019年現在国際旅客列車はパラグアイとの国境区間であるミシオネス州ポサーダスとパラグアイのエンカルナシオンの間にのみ気動車が運行されるのみ。ブラジルの路線とも接続しているが、線路幅が異なり、そのままでは直通することができない。線路の状態が良くない路線が多く、名目では休止中であるがほぼ廃線状態の路線も多数存在する。線路幅は1,435 mm。
フェデリコ・ラクロセ駅 - ポサーダス駅間の本線を始めとする18の路線で構成され、かつては本線がパラナ川を渡る区間に鉄道連絡船が運航されていたが、この区間に大きな道路・鉄道併用橋が完成し、連絡船は廃止された。

## その他の鉄道路線
上記6鉄道以外には、ブエノスアイレス市内に6路線の地下鉄、1路線2系統の路面電車（プレメトロ）が運行されている。この地下鉄と路面電車も1990年代前半まで国有であり、現在でも設備一式は公営企業が保有している。また、大陸最南端の都市リオ・ガジェゴスと炭鉱のあるリオ・トュルビオの間に日本の三菱重工業が製造し輸出した蒸気機関車が有名な工業鉄道が存在し、貨物列車が運行されているほか、パタゴニア最南端のフエゴ島には観光列車を運行する「世界最南端の列車」で有名な南フエゴ鉄道が存在する。

## 首都圏内以外にて運行中の旅客列車一覧
ここでは列車の終起点の駅名を示すため、スペイン語版の各駅記事へのリンクを設けてある。なお、運行区間の下に列車名を示すものがあるが、これらは基本的にかつてのアルゼンチン国鉄およびその後継の各民営企業によって制定されたものが一般に定着したもので、現在のアルゼンチン鉄道運営組織は下記のもののうち、鍵括弧のものを除いて正式な列車名を制定していない。
| 路線                     | 区間 | 運行会社                                            |
| ------------------------ | --- | --------------------------------------------------- |
| ロカ将軍鉄道             | プラサ・コンスティトゥシオン - バイア・ブランカ | アルゼンチン鉄道運営組織                            |
| ロカ将軍鉄道             | プラサ・コンスティトゥシオン - マル・デル・プラタ 列車名"El Marplatense"、"El Atlántico" ほか                                                                           | アルゼンチン鉄道運営組織                            |
| ロカ将軍鉄道             | ヘネラル・グイド - ピナマル | アルゼンチン鉄道運営組織                            |
| ロカ将軍鉄道             | マル・デル・プラタ - ミラマル ※プラサ・コンスティトゥシオン直通、運休中、運行再開見込み                                                                                 | アルゼンチン鉄道運営組織                            |
| ロカ将軍鉄道             | プラサ・コンスティトゥシオン - タンディル ※運休中、運行再開見込み | アルゼンチン鉄道運営組織                            |
| ロカ将軍鉄道             | プラサ・コンスティトゥシオン - ダイレアウス ※運休中 | アルゼンチン鉄道運営組織                            |
| ロカ将軍鉄道             | シポジェッティ - ネウケン ・「ネウケン渓谷の列車」 | アルゼンチン鉄道運営組織                            |
| ロカ将軍鉄道             | カルメン・デ・パタゴネス - ヴィエドマ - サン・カルロス・デ・バリローチェ ・「Tren Patagónico」                                                                          | リオネグロ州 （SE.FE.PA. - パタゴニア鉄道サービス） |
| サルミエント鉄道         | オンセ - リンコルン ※運休中 | アルゼンチン鉄道運営組織                            |
| サルミエント鉄道         | オンセ - ペワホ ※運休中 | アルゼンチン鉄道運営組織                            |
| サルミエント鉄道         | オンセ - ブラガド - カトリーロ - ヘネラル・ピコ ※ブラガド - ヘネラル・ピコ間は運休中                                                                                    | アルゼンチン鉄道運営組織                            |
| サルミエント鉄道         | ブラガド - リンコルン - ヘネラル・ピコ ※運休中 | アルゼンチン鉄道運営組織                            |
| サルミエント鉄道         | カトリーロ - サンタ・ローサ ※運休中 | アルゼンチン鉄道運営組織                            |
| サン・マルティン将軍鉄道 | レティーロ・サン・マルティン - フニン - アルベルディ - ルフィノ ※フニン - アルベルディ - ルフィノ間は運休中                                                             | アルゼンチン鉄道運営組織                            |
| ミトレ将軍鉄道           | レティーロ・ミトレ - コルドバ・ミトレ 列車名"Rayo de Sol" | アルゼンチン鉄道運営組織                            |
| ミトレ将軍鉄道           | レティーロ・ミトレ - サン・ミゲル・デ・ツクマン・ミトレ 列車名"Estrella del Norte"、"El Tucumáno"                                                                       | アルゼンチン鉄道運営組織                            |
| ミトレ将軍鉄道           | ビシャ・マリア - コルドバ・ミトレ | アルゼンチン鉄道運営組織                            |
| ミトレ将軍鉄道           | レティーロ・ミトレ - ロサリオ北 - サンタフェ・ミトレ ※ロサリオ北 - サンタフェ・ミトレ間は運休中、列車名"El Rosarino/El Porteño"                                         | アルゼンチン鉄道運営組織                            |
| ミトレ将軍鉄道           | サンティアゴ・デル・エステロ - ラ・バンダ ・「開発推進列車」 | サンティアゴ・デル・エステロ州                      |
| ウルキサ将軍鉄道         | ポサーダス - エンカルナシオン ・アルゼンチン - パラグアイ間の国際列車 ・エンカルナシオンはパラグアイのカルロス・アントニオ・ロペス鉄道の駅                              | アルゼンチン鉄道運営組織                            |
| ウルキサ将軍鉄道         | パラナ - コロニア・アベジャネーダ - コンセプシオン・デル・ウルグアイ | アルゼンチン鉄道運営組織                            |
| ウルキサ将軍鉄道         | フェデリコ・ラクロセ - コリエンテス - ポサーダス ※運休中、列車名"El Gran Capitán"                                                                                       | アルゼンチン鉄道運営組織                            |
| ウルキサ将軍鉄道         | ピラール - コンコルディア中央 - パソ・デ・ロス・トロス ・「自由の民の列車」、※運休中 ・アルゼンチンとウルグアイを結ぶ国際列車で、パソ・デ・ロス・トロスはウルグアイの駅 | アルゼンチン鉄道運営組織                            |
| ベルグラーノ将軍鉄道     | アルタ・コルドバ - コスキン - クルス・デル・エヘ ・「山脈の列車」 - コルドバ州内都市間気動車 ※コスキン - クルス・デル・エヘ間は運休中                                   | アルゼンチン鉄道運営組織                            |
| ベルグラーノ将軍鉄道     | プエルト・ヴィレラス - プエルト・ティロル ・チャコ州 - サンフェルナンド近郊気動車                                                                                       | アルゼンチン鉄道運営組織                            |
| ベルグラーノ将軍鉄道     | レジステンシア - カクイ - ロス・アモーレス ・チャコ州とサンタフェ州を結ぶ都市間気動車                                                                                   | アルゼンチン鉄道運営組織                            |
| ベルグラーノ将軍鉄道     | ロケ・サエンス・ペーニャ - チョロティス ・チャコ州内の都市間気動車 | アルゼンチン鉄道運営組織                            |
| ベルグラーノ将軍鉄道     | エル・モリーノ - ドン・ボスコ ・サンタフェ市街地気動車 ※運休中 | サンタフェ州                                        |
| ベルグラーノ将軍鉄道     | サルタ - グエメス ・サルタ近郊気動車 | アルゼンチン国鉄                                    |

### ブエノスアイレス首都圏の都市・近郊鉄道
| 名称                                       | 区間                                      | 運行会社                                                          | 運行鉄道路線                                              |
| ------------------------------------------ | ----------------------------------------- | ----------------------------------------------------------------- | --------------------------------------------------------- |
| ラ・トロチータ（オールド・パタゴニア急行） | エスケル - エル・マイテン                 | チュブ州観光局                                                    | パタゴニア鉄道（ロカ将軍鉄道の一部）                      |
| 雲への列車                                 | サルタ - ラ・ポルヴォリージャ             | 国立雲への列車協会・アルゼンチン国鉄                              | サルタ-アントファガスタ鉄道（ベルグラーノ将軍鉄道の一部） |
| ビジャ・エリーザの歴史的列車               | ビジャ・エリーザ - カセロス               | フェロクルブ・エントレリオス中央（Ferroclub Central Entrerriano） | エントレ・リオス鉄道（ウルキサ将軍鉄道の一部）            |
| 南フエゴ鉄道（世界の果て列車）             | 世界の果て駅 - 国立公園駅 (全長7 km)      |                                                                   |                                                           |
| セルバ環境列車                             | セントラル - ガルガンタ・デル・ディアブロ |                                                                   |                                                           |
| アレグリア急行                             | アベジャネーダ公園内 (全長1.6 km)         |                                                                   |                                                           |

## 隣接国との鉄道接続状況
- チリ - 接続あり
- ボリビア - 接続あり
- パラグアイ - 接続あり
- ブラジル - 接続あり
- ウルグアイ - 接続あり